# 吳祐任
吳祐任（1993年11月15日—）為臺灣男子籃球運動員，場上位置為控球後衛，畢業於永靖國中、能仁家商、國立體育大學，2016年7月在超級籃球聯賽新人選秀會第二輪被臺灣銀行選中，2021年夏天轉戰裕隆納智捷。2023年11月吳祐任因吳季穎涉入臺灣職籃假球案，遭臺灣士林地方檢察署約談，複訊後以新臺幣30萬元交保，並限制其住居；裕隆納智捷表示經檢察官諭令聲押或交保之球員會依約終止契約。中華民國籃球協會召開紀律委員會，依據「中華民國籃球協會職業聯盟、球隊暨球員、職員、經紀人與經紀公司懲處辦法」決議註銷吳祐任的球員註冊。

## 外部連結
- 吳祐任在Eurobasket.com（球員）（英语）